# Alan Bull
Pour les articles homonymes, voir Bull (homonymie).
Alan Bull (né à Birkenhead le 25 novembre 1987) est un footballeur anglais évoluant au poste d'attaquant dans le club de Gap Connah's Quay FC.
Il est champion du pays de Galles 2010-2011.

## Biographie
Le 9 juillet 2010, Alan Bull est recruté en urgence par Bangor City pour pallier la blessure de l'attaquant Jamie Reed.
En janvier 2015, il signe en faveur de Gap Connah's Quay FC.
Il est le cousin de son coéquipier, Eddie Jebb.

## Palmarès
Bangor City
- Championnat
  - Vainqueur : 2011.